# أول بيرغسن (سياسي)
أول بيرغسن (بالإنجليزية: Ole Bergesen)‏. ولد في 13 نوفمبر 1832 في هيتلاند في النرويج، وتوفي في 8 مايو 1899 في ستافانغر في النرويج. و قد كان سياسيًا نرويجيًا، وتدرب في الوزارة، وعمل معلمًا للتعليم المسيحي في فارسوند، إنتخب لعضوية البرلمان النرويجي عن بريفيك عام 1874، وأعيد إنتخابه عام 1877. كان والد «سيفال بيرغسن».